# HD 62781
HD 62781，又名CD-35 3825，SAO 198366、HR 3007，是一颗恒星，视星等为5.8，位于銀經250.62，銀緯-5.99，其B1900.0坐标为赤經7h 40m 30.3s，赤緯-35° -5.99′ 27″。